# Осми конен полк
Осми конен полк е български кавалерийски полк, формиран през 1907 година и взел участие в Балканската (1912 – 1913), Междусъюзническата (1913), Първата световна (1915 – 1918) и Втората световна война (1941 – 1945).

## Формиране
Осми конен полк е формиран на 1 януари 1907 година в Добрич, съгласно указ №149 от 27 декември 1906 година, състои от три ескадрона и е подчинен на 3-та конна бригада.

## Балкански войни (1912 – 1913)
През Балканската война (1912 – 1913) 8-и конен полк е в състава на 3-та конна бригада и се състои от 3 ескадрона, има 19 офицери, чиновник, 442 подофицери и войници, разполага с 418 яздитни коня, 50 впрегатни и 2 товарни. Взема участие в боя при Селиолу (9 октомври 1912) в разведка и охрана на частите на 4-та преславска дивизия. В периода 16 – 22 октомври е в разведка и охрана по време на боевете при Караагач-Чонгора.
През Междусъюзническата война (1913), в периода 8 – юли охранява линията р. Марица – Баба-Ески и е в разведка в посоката р. Марица – с. Кавакли.

## Първа световна война (1915 – 1918)
По време на Първата световна война (1915 – 1918) 8-и конен полк е част от 4-та конна бригада и извършва наблюдение на морския бряг от устието на р. Места до Порто Лагос (20 септември 1915 – 15 юли 1916). От 25 август 1917 до 10 ноември 1917 година полкът преминава на десния бряг на устието на р. Места и получава заповед да извършва наблюдения от реката западно от Кара Орман. От 11 ноември 1917 до 19 септември 1918 година полкът е разквартирован в района на селата около Ксанти и не участва във военни действия до края на войната.
През 1920 година в изпълнение на клаузите на Ньойския мирен договор е реорганизиран в 8-и жандармерийски конен полк, след което през 1923 година е реорганизиран в 8-а жандармерийска конна група. През 1928 година конната група обратно е реорганизрана в 8-и конен полк.

## Втора световна война (1941 – 1945)
По време на Втората световна война (1941 – 1945) 8-и конен полк е на Прикриващия фронт (14 април 1941 – 1 декември 1941 и от 14 декември 1943 – 9 септември 1944) и се намира в района на село Факия и Елхово, след което влиза в състава на 3-та конна бригада от 2-ра конна дивизия. Към 1 септември 1943 година полкът квартирува в Добрич. На 14 септември 1944 година за командир на полка е назначен подполковник Пенчо Добрев, който през октомври е заменен с подполковник Христо Зяпков. На 17 октомври същата година 8-и конен полк 1944 година извършва настъпление към Бояново и продължава на юг по река Морава, като на 19 октомври атакува с. Кралева кукя. Участва в боевете при овладяването на връх Връшник, като продължава преследването на противника и пръв влиза в Прищина на 19 ноември 1944 година, а разездите на полка влизат в Митровица. През войната полкът дава 71 убити.
Когато полкът отсъства от мирновременния си гарнизон, не негово място се формира допълващ ескадрон.
Полкът е разформирован през 1954 година в Силистра.

## Наименования
През годините полкът носи различни имена според претърпените реорганизации:
- Четвърти кавалерийски дивизион (1901 – 7 януари 1907)
- Осми конен полк (7 януари 1907 – 1920)
- Осми жандармерийски конен полк (1920 – 1923)
- Осма жандармерийска конна група (1923 – 20 декември 1927)
- Осми конен полк (20 декември 1927 – 1945)

## Командири
Званията са към датата на заемане на длъжността.
| №   | звание        | име              | дати                                |
| --- | ------------- | ---------------- | ----------------------------------- |
| 1.  | Подполковник  | Тодор Искров     | 1 януари 1901 – 20 октомври 1902    |
| 2.  | Подполковник  | Димитър Попов    | 20 октомври 1902 – 1 януари 1904    |
| 3.  | Подполковник  | Христо Калчев    | 1 януари 1904 – 24 януари 1907      |
| 4.  | Майор         | Панайот Кованов  | 24 януари 1907 – 1 октомври 1912    |
| 5.  | Подполковник  | Недко Томов      | 1 октомври 1912 – 1 октомври 1913   |
| 6.  | Подполковник  | Димитър Петров   | 1 октомври 1913 – 9 юни 1917        |
| 7.  | Полковник     | Петър Стоянов    | 9 юни 1917 – 7 ноември 1919         |
| 8.  | Подполковник  | Гаврил Стайков   | 7 ноември 1919 – 20 декември 1920   |
| 9.  | Подполковник  | Иван Тулешков    | 20 декември 1920 – 29 октомври 1923 |
| 10. | Полковник     | Драган Василев   | от 29 октомври 1923                 |
|     | Подполковник  | Драгомир Василев | 1927 – 1931                         |
|     | Подполковник  | Васил Стефанов   | 1931 – 1931                         |
|     | Генерал-майор | Георги Пенев     | 1934 – 1935                         |
|     | Подполковник  | Тодор Главчев    | 1935                                |
|     | Подполковник  | Радослав Кирилов | от 1936                             |
|     | Подполковник  | Асен Кузмов      | 1938 – 1938 (временно)              |
|     | Подполковник  | Петър Цанев      | 1938 – 1939                         |
|     | Подполковник  | Пенчо Добрев     | 1944 – 1944                         |